# Oido (métro de Séoul)
Oido (hangeul : 오이도 ; hanja : 烏耳島) est une station de correspondance entre la ligne 4 et la ligne Suin–Bundang du métro de Séoul. Elle est située au 430 Yeokjeon-ro, quartier Jeongwang-dong, dans la ville Siheung-si, province Gyeonggi, à proximité de Séoul en Corée du Sud.
Ouverte en 2022, elle est desservie par les rames omnibus et express, qui circulent sur la ligne 4.

## Situation sur le réseau

Plan du réseau (2023)

La station, établie en surface, Oido est une station de correspondance, située sur la section commune à la ligne 4 et la ligne Suin–Bundang du métro de Séoul qui utilisent les mêmes rails et stations sur la section Hanyang University at Ansan - Oido :
sur la ligne 4, c'est la station terminus sud-ouest, située avant la station Jeongwang, en direction du terminus nord-est Jinjeop ;
sur la ligne Suin–Bundang, elle est située entre la station Jeongwang, en direction du terminus nord Cheongnyangni, et la station Darwol en direction du terminus ouest Incheon.

## Histoire
La station Oido est mise en service le 28 juillet 2000, lors de l'ouverture à l'exploitation du tronçon d'Ansan à Oido.
Elle devient une station de correspondance le 30 juin 2012, lors de l'ouverture à l'exploitation de la section de Songdo à Oido sur la ligne Suin. Elle est un élément de la nouvelle ligne Suin–Bundang, le 12 septembre 2020, lors de sa création par la fusion : de la ligne Bundang et de la ligne Suin, reliées par un nouveau tronçon complété par l'utilisation en commun d'un tronçon de la ligne 4 du métro de Séoul,.

## Services aux voyageurs

### Accès et accueil
La station en surface est située au 430 Yeokjeon-ro, Jeongwang-dong. Elle dispose de trois bouches, numérotées de 1 à 3. elle dispose d'une billetterie équipée d'automates pour l'achat de titres de transports valables sur l'ensemble du réseau du métro de Séoul. Elle dispose de deux quais centraux, un par ligne.

### Desserte

#### Quai ligne 4
Oido est desservie par les rames omnibus et express qui circulent sur la ligne. Elle dispose de deux voies desservant deux quais équipé de portes palières.

Installations ligne 4
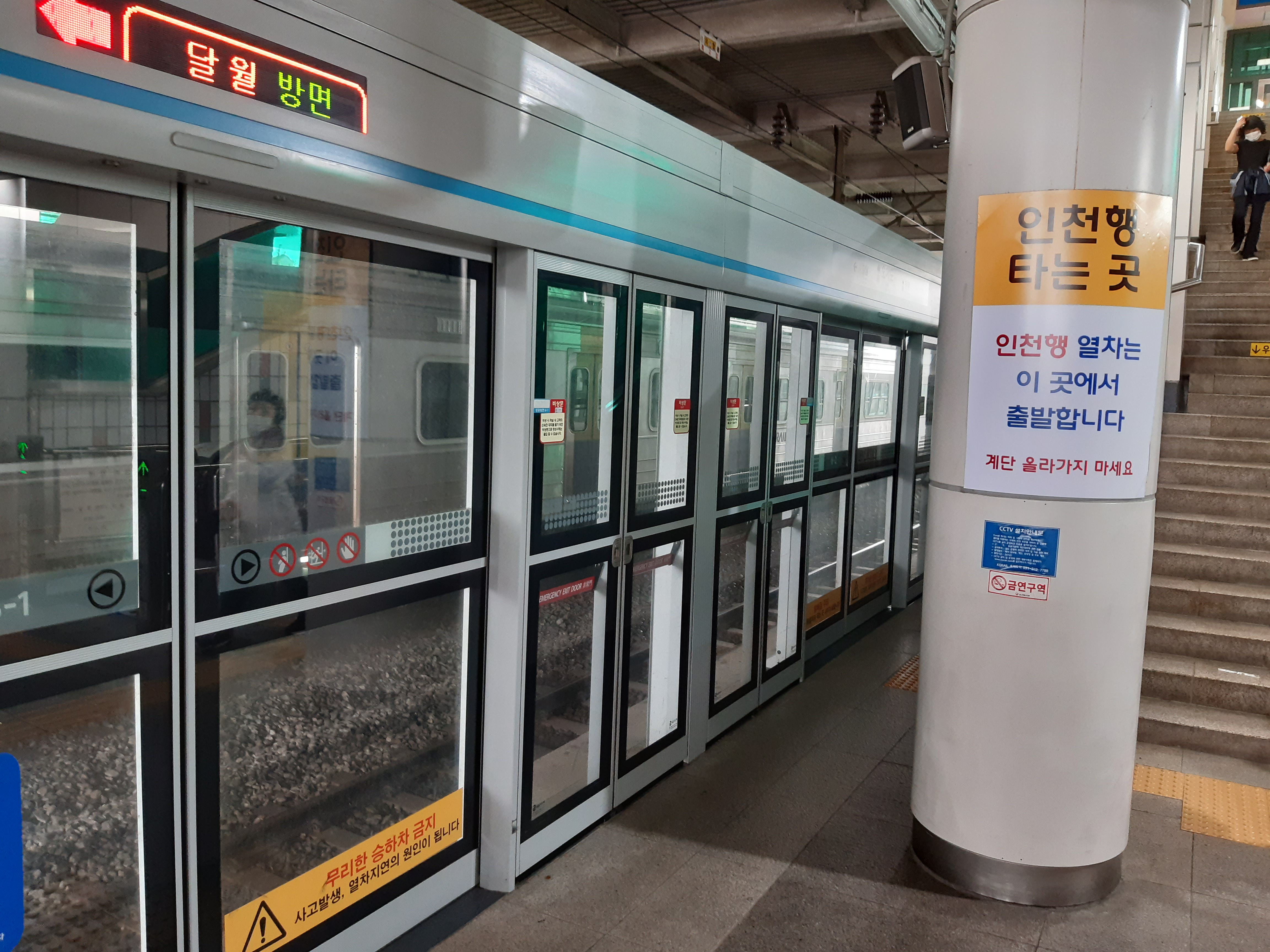
En 2020.
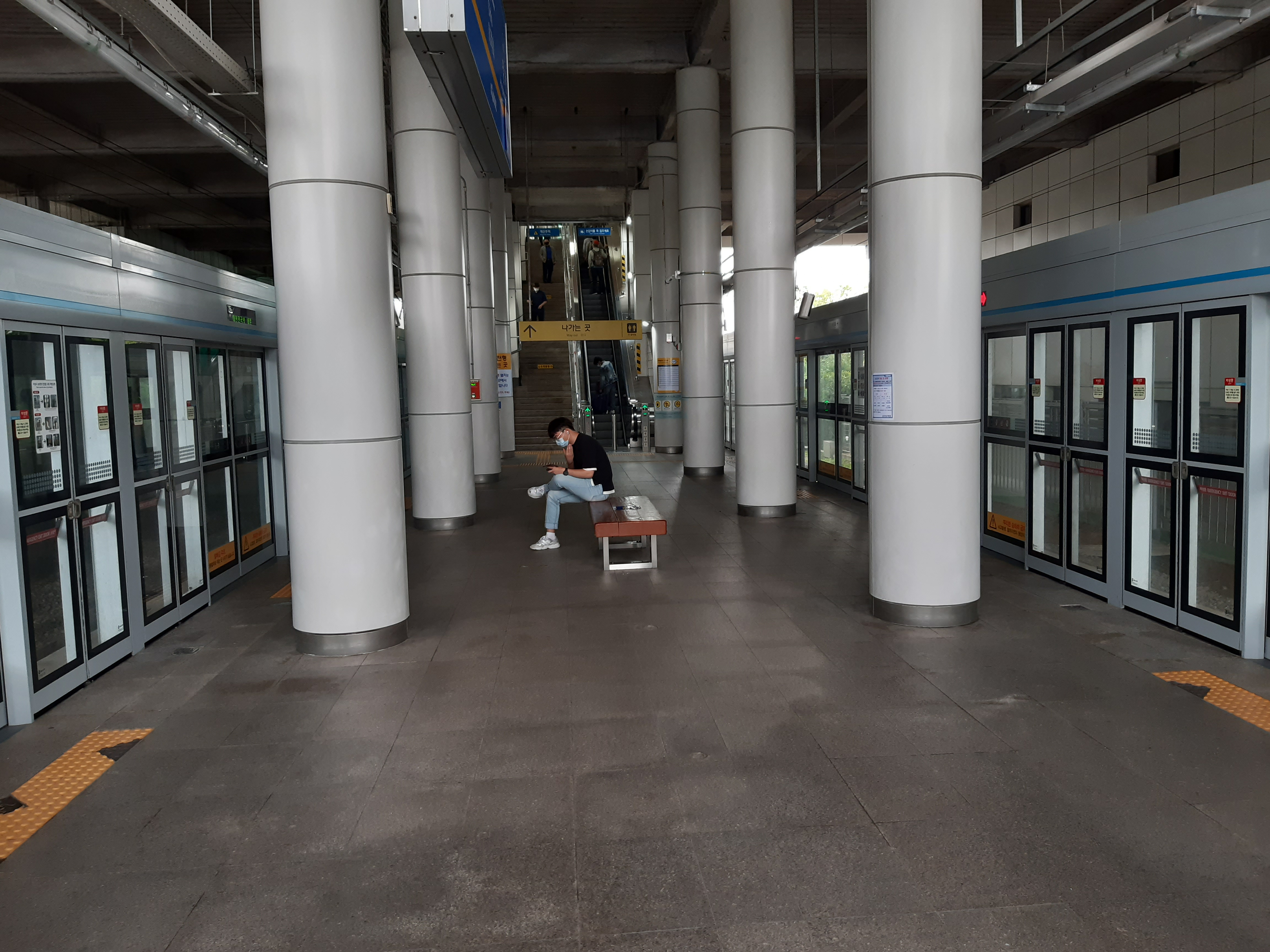
En 2022.

#### Quai ligne Suin-Bundang
Oido est desservie par les rames omnibus qui circulent sur la ligne. Elle dispose de deux voies desservant deux quais équipé de portes palières.

Installations ligne Suin-Bundang
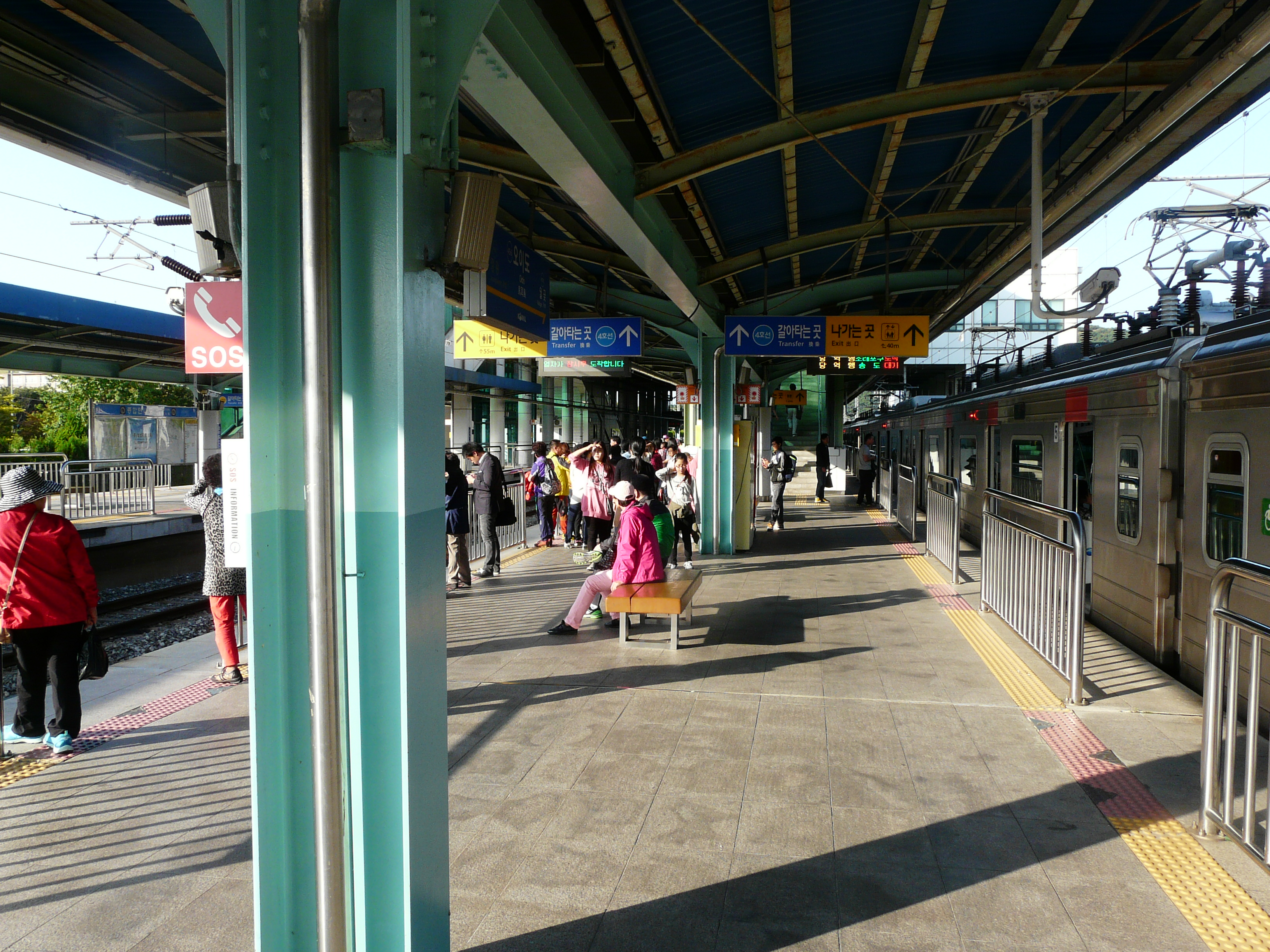
En 2014.
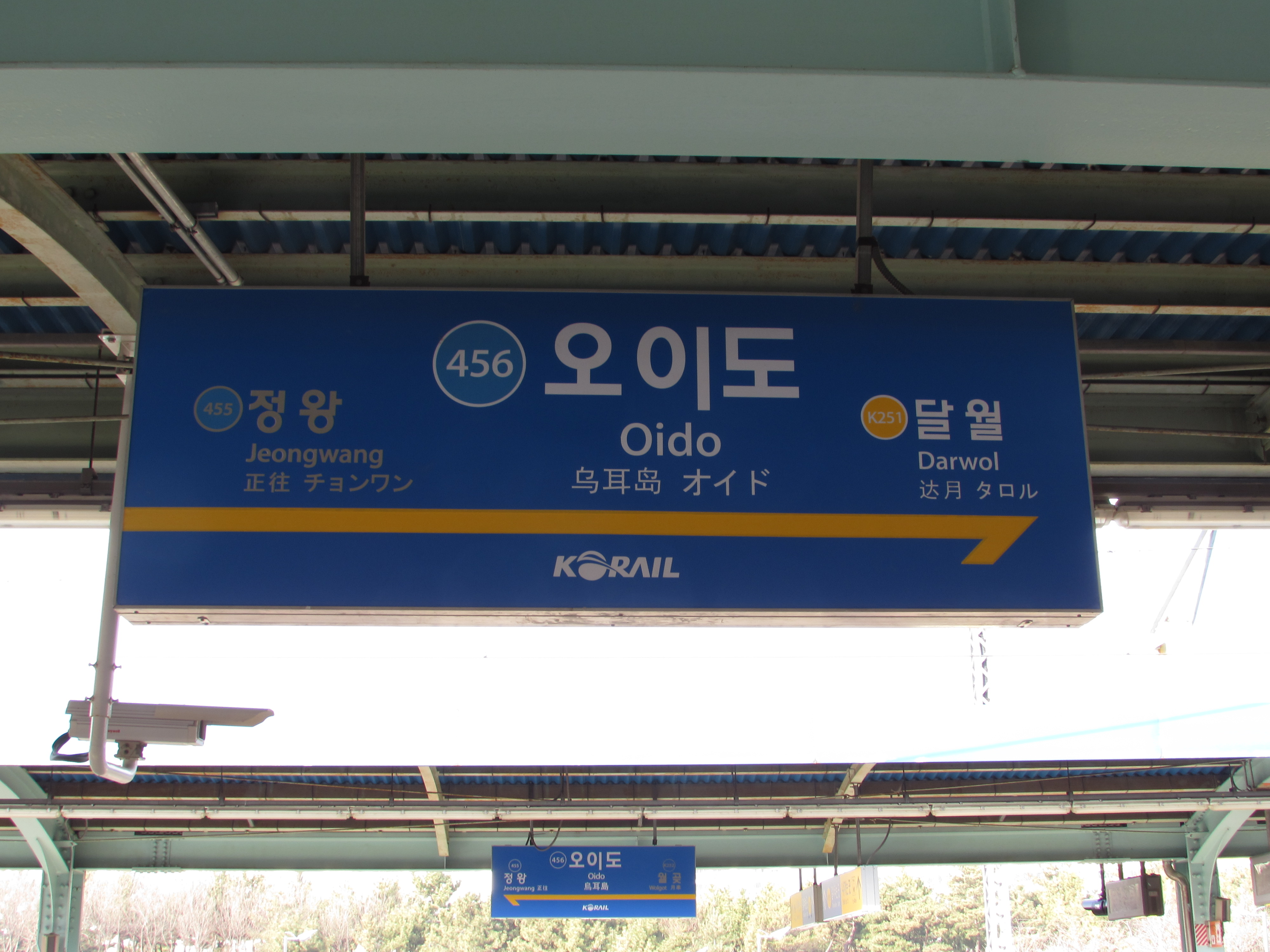
En 2014.
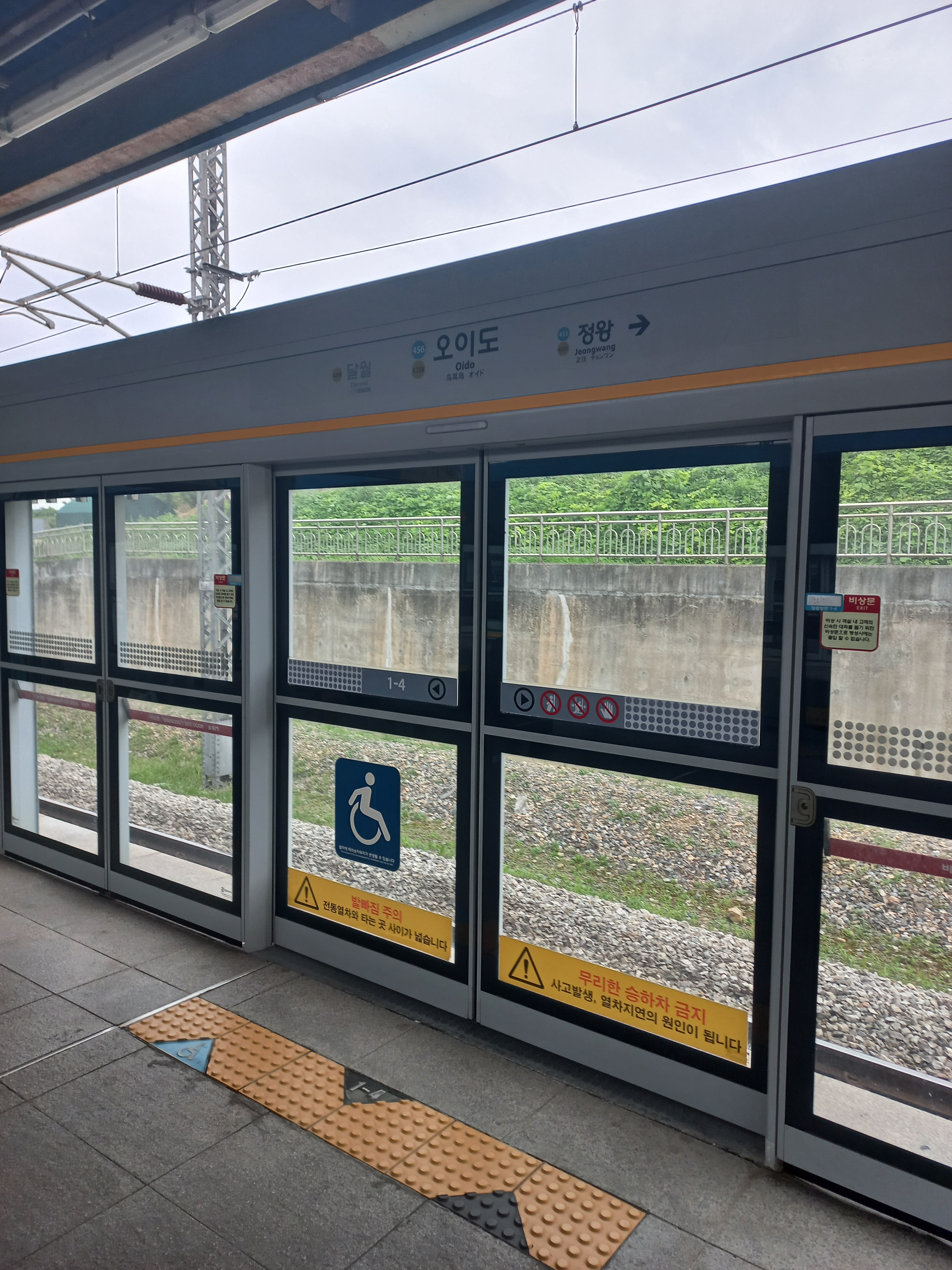
En 2023.

### Intermodalité
Des arrêts de bus sont situés à proximité.